# Oligokyphus
Oligokypus var ett släkte av therapsider som levde under slutet av trias och början av jura. Fossil från Oligokypus har påträffats i England, Tyskland, Kina och USA.
Det vetenskapliga namnet är bildat av de grekiska orden oligos (ett fåtal, liten, sällsynt) och kyphos (knöl, puckel).
Oligokypos hade en lång, tunn kropp, smal svans, både fram- och bakbenen placerade direkt under kroppen och liknade en modern vessla. Arterna kunde bli omkring 50 centimeter långa. De hade inga hörntänder, men stora framtänder som hos gnagare. Tidigare trodde forskarna att Oligokypus var ett däggdjur, men den hade de för kräldjur typiska benen längst bak i käken.